# 17019 Aldo
17019 Aldo (1999 DV3) là một tiểu hành tinh vành đai chính được phát hiện ngày 23 tháng 2 năm 1999 bởi M. Tombelli và G. Forti ở Montelupo.